# Calligonum leucocladum
Calligonum leucocladum är en slideväxtart. Calligonum leucocladum ingår i släktet Calligonum och familjen slideväxter.

## Underarter
Arten delas in i följande underarter:
- C. l. leucocladum
- C. l. persicum